# 近畿地方の貸切バス事業者
近畿地方の貸切バス事業者（きんきちほうのかしきりバスじぎょうしゃ）は、近畿地方で貸切バス事業を営む（または、過去に営んでいた）事業者の一覧。
- 各事業者は原則的に本社所在地または、支社・営業所が所在する県に掲載するものとする。
- ▲印は会社事情により貸切バス事業を休止もしくは終了した事業者。

## 大阪府
- 朝日自動車第二
- AT LINER
- ▲亜細亜交通
- アーバンオール観光
- 朝田観光バス
- イエスマップ
- 家康コーポレーション
- ▲泉並商店
- 和泉ノ国観光
- 茨木観光
- ウィンディ観光
- 永逹国際
- エンゼル観光
- 大川自動車
- オオキタ
- 大阪コンビナートバス
  - 新大阪観光バス
- ▲大阪滋賀交通
- 大阪シティバス
- 大阪第一交通
- 大阪卑弥呼観光
- 華瀛国際旅行
- 佳暉NEXUS
- 金沢国際サービス
- 叶商事（狩野観光）
- からくさホテルズ
- 関西国際観光バス
- 関西中央交通
- 加茂観光
- 岸交小型バス
- 岸和田観光バス
- 銀河交通
- 近畿都島交通
- 金麒麟
- 近鉄バス
- クレベ
- ケイ・エス・エバーグリーン観光
- CONER（大阪国際観光）
- ▲興和自動車運輸
- 国際興業大阪
- 国際自動車大阪（旧:kmモビリティサービス大阪営業所）
- 国際遊覧観光
- 五大観光バス
- 堺第一観光
- さくら観光（大阪府）
- 桜の旅
- さやま交通
- ZIPANG.S.S
- ▲C・BROSS
- ジャパンエキスプレス
- ジュピターリムジン
- ジョイフル観光
- 商都交通
- 神姫観光
- スプリングワールドバス
- スリー・カントリー
- 赤心 (東大阪市の企業)
- 泉州観光
- 全日本交通
- 大地観光バス
- ダイセン
- 千博キャリーネット
- 中央交通
  - 中央交通バス
- 中日臨海バス
- 帝産観光バス
- 天翔
- 東豊観光
- トキワオート
- トーヨーふれ愛バス
- 東海国際旅行
- 浪花観光バス
- 浪花サロンバス
- 南海バス
  - 関西空港交通
  - サザンエアポート交通
  - 南海ウィングバス
- 西日本ジェイアールバス
  - 西日本ジェイアールバスサービス
- 日輝交通
- 日通国際企画
- 日本キャリー観光
- 日本交通 (大阪府)
- 日栄
- 日本観光
- 日本観光（泉南市）
- 日本国際観光
- 日本城タクシー
- ネオウィング観光
- 関西中央交通
- 阪急観光バス
  - ▲大阪空港交通（阪急観光バスと合併）
  - 千里山バス
- はごろも交通
- はまゆう観光
- はやぶさ国際観光バス
- ▲阪和観光バス
- 富士観光
- ベルーポート
- 北港観光バス
  - 大阪運輸倉庫
- HOTバス
- 前田観光自動車
  - 大阪バス
  - ▲大阪バス近畿（大阪観光バスに統合）
  - ▲アクロス大阪バス（大阪観光バスに統合）
  - 大阪観光バス
- 日本観光（泉南市）
- 誠観光
- みささぎ交通
- 水間鉄道
- 都島自動車
- ▲森並交通
- ユタカ交通
- ルミナス
- ロマンス観光バス
- 緑風観光
- ▲ワールド・キャビン
- ワールドツアーシステムバス事業部（アウル交通）

## 京都府
- ウイング (バス事業者)
- プリンセスライン
- 京都滋賀交通
- 京都ヤサカ観光バス
  - ヤサカバス
- 近鉄バス
- 京阪バス
  - 京阪京都交通
  - 京都バス
  - 京都京阪バス
- ケイルック
- ケイエム観光バス
- 丹後海陸交通
- 帝産観光バス
- 西日本ジェイアールバス
- 日本交通
- プレジェンド
- 京都交通
- 前田観光自動車
- 都タクシー
- 明星観光バス
- 久美浜観光バス

## 兵庫県
- あいおい観光バス
- 青垣観光バス
- アクセス滝野観光
- あすか観光
- あすなろ観光
- 淡路交通
- 淡路タクシー
- 生野観光
- 伊保タクシー
- イワサバス
- 伊丹市交通局
- エスエス観光
- 大垣観光バス
- 大上観光バス
- 扇観光
- 大手前自動車工業
- 小野観光
- 柏原神姫タクシー
- 加古川バス
- 神崎交通
- 北近畿観光
- 喜楽観光
- 近畿タクシー
- 大阪バス近畿
- 近畿中央交通
- 光映
- 甲南観光バス
- 神戸フェリーバス
- サクセス
- 山陰観光タクシー
- 三共運輸
- 三田観光バス
- 山陽バス
- 山南観光
- ショーゼン
- しらさぎ観光バス
- 神姫バス
  - 神姫観光バス
  - 神姫グリーンバス
  - 神姫ゾーンバス
  - ウエスト神姫
- 神鉄バス
- 洲本観光バス
- 西淡観光バス
- 全但バス
- 全但タクシー
- 太子産業
- 大伸観光
- 大和生研
- 武元重機
- 津名観光
- つばさ
- 帝産観光バス
- 寺谷観光バス
- トラヤ観光バス
- ドリーム観光バス
- 中兵庫観光開発
- 新井交通
- 西脇タクシー
- 日本観光旅行センター
- 日本交通 (兵庫県)
- ニューライフ
- はくろタクシー
- 一交通
- 原観光バス
- はりま観光バス
- 播磨乃国観光バス
- 阪急観光バス
- 播州交通
- 阪神バス
- ピー・エッチ・エー
- 氷上観光
- 姫路観光バス
- 姫路神姫タクシー
- ヒメハナ観光
- 兵庫中央バス
- 平尾観光バス
- フクユ観光バス
- 船山自動車
- ポート
- 細川観光
- 丸茂自動車
- 丸八観光タクシー
- ミツワサービス
- ミナト観光
- みなと観光バス (神戸市)
- みなと観光バス (南あわじ市)
- 湊交通
- 明菱興業
- 社ガス
- 山崎観光バス
- 吉川交通
- ライファン
- ランドウェイ
- ルミナス交通

## 奈良県
- 愛和
- あすか（あすかバス）[1]
- 生駒交通
- 宇陀交通
- 葛城交通
- 五條二見交通
- 佐原自動車
- 大紀観光
- 大和観光交通
- 大和高原交通
- 大和ジェット観光バス
- 月山交通
- 奈良交通
  - 奈良観光バス
  - エヌシーバス
- 西平観光晃車
- 室生交通

## 滋賀県
- 近江鉄道
  - 湖国バス
  - 近江タクシー
- 京阪バス
  - 江若交通
- 滋賀交通
  - 滋賀観光バス
  - 滋賀バス
- 滋賀中央観光
- 滋賀ヤサカ自動車
- 帝産湖南交通

## 和歌山県
- ▲有田交通
- 有田鉄道
- ▲紀州観光
- 谷口自動車（大塔交通社）
- 中紀バス
  - 中紀バスINT'L
  - 中紀河南タクシー
- Traffic Comfort（田辺観光バス）
- トラベル観光バス
- 南海グループ
  - 熊野御坊南海バス
  - 南海りんかんバス
  - 明光バス
  - 和歌山バス
  - 和歌山バス那賀
- 野鉄観光
  - クリスタル観光バス
- ヒトミ観光バス
- 龍神自動車

## 三重県
- 青木バス
- 荒河観光
- 伊勢国際観光
- エス・パール交通
- キタモリ
- 菰野東部交通
- 三岐鉄道
- シルバー観光バス
- 神勢観光
- 東部交通
- 冨士交通
- 三重交通
  - 三交伊勢志摩交通
  - 八風バス
  - 三重急行自動車
- 三重名鉄タクシー
- 宮田タクシー
- ミヤマトータルイノベーション
- メイハン
- ヨネハ
- 滝原西村ハイヤー
- 伊賀交通
- 共栄タクシー
- 勢の國交通
- 久居交通
- ささき観光
- つばさ
- 深山運送
- 中日臨海バス
- 菰野東部交通
- 気風
- TDC
- 秋桜
- カトーレンタカー
- ナントラ
- 南富レンタリース
- 尾高
- バス予約ドットコム
- シルバー
- 宮川タクシー
- 和栄タクシー
- アケミ交通
- まるみや観光